# テレパシー
テレパシー (英: telepathy)は、ある人の心の内容が、言語・表情・身振りなどによらずに、直接に他の人の心に伝達されることで、 超感覚的知覚 (ESP) の一種、かつ超能力の一種。漢字表記では「精神感応」とも。
「telepathy、テレパシー」という用語は、1882年にケンブリッジ大学のフレデリック・ウィリアム・ヘンリー・マイヤース教授によって提案された。この用語ができる以前は、思考転写 (thought-transference) と呼ばれていた 。

## 初期の研究
テレパシーという言葉の名付け親でもあるケンブリッジ大学のフレデリック・ウィリアム・ヘンリー・マイヤースは、1882年に心霊現象研究協会を設立し、1888年までこの組織のリーダーとしてテレパシーや催眠術などの科学的調査を行った。
日本では1910年から東京大学の福来友吉博士によってテレパシーの研究が行われた。1927年頃から近代的な超心理学の研究がジョゼフ・バンクス・ラインによって始められ、その中でテレパシーの実験も行われた。

## 超心理学のガンツフェルト法
超心理学において、テレパシーの実験では「ガンツフェルト法」と呼ばれる方法がある。これは実験者と被験者を遮断された部屋に置き、実験者は被験者に対してテレパシーでイメージを送り、被験者がそのイメージを描写するという方法である。
ガンツフェルト実験では、被験者の目はアイマスクで覆われ、耳にはイヤホンを付け、ホワイトノイズが流される。被験者の全感覚、すなわち全体野への入力がどれも遮断される。こうして世界から感覚的に隔絶した状態で、被験者は隣の部屋で一連の絵を眺めている実験者からの情報を受け取ろうと試みる。この実験を何千回も繰り返すことによって、期待される確率よりもほんの少しだけ正しく有意な予知ができるという結果が得られたと言われている。
ガンツフェルト実験は、ケストラー記念超心理学部の主任教授であったロバート・モリスは、ホノートンと合流することで開発された。（ガンツフェルトとは「全体野」を意味する。）ホノートンが厳密に練り上げた研究プログラムは、ホノートンが1991年に亡くなった後も続けられている。
ガンツフェルト実験およびガンツフェルト・エフェクトも参照。

## 通常の経験科学によるテレパシー研究

### ワッカーマンらによるもの（2003年）
2003年、神経科学の専門家にはよく知られている専門誌「Neuroscience Letters」(en:Neuroscience Letters)にワッカーマンらによる実験の報告論文が掲載された（Wackermann et al., 2003）。この科学誌「Neuroscience Letters」は、まじめな専門誌である。
ワッカーマンらは、脳波測定とfMRI（機能的磁気共鳴画像法）を駆使して実験を行い、「二人の隔離された人間の間で脳活動が同期発生する」という可能性を示した。ワッカーマンはドイツ・フライブルクにある先端領域心理学研究所Institute for Frontier Areas of Psychologyに属している。
実験は対照群を設定して行われた。対照群というのは、科学的実験に不可欠とされる比較グループのことである。実験群と同じ母集団から選ばれた被験者（や動物）から成り、実験群とまったく同じ条件下で、実験処置だけを省いた同一の操作を加え、得られた結果を実験群の結果と比較する。これによって、実験群に見られた変化が、本当に実験処置によるものかどうかを検証することが可能になる。（→対照実験）。
ワッカーマンは実験で、23歳から57歳までの一般市民男女38人を採用。内訳は17組のペアと4人の個人。17組のペアのうち10組は、夫婦・友人・親類など、互いに感情的に「関係がある（つながりがある）」と感じる人たちだった。残りの7組は「関係がない」と感じる他人同士であった。ただし、「関係がある」と感じる10組の中にも双生児は含まれていなかった。
「互いに関係がある」と感じる10組の中の7組と、「関係がない」という7組の、計14組を実験群とし、「関係がある」と感じる残り3組と、4人の個人被験者を対照群として、次のように行われた。

1. まずは、「関係のある/なし」にかかわらず、ペアの2人に1人ずつ、隣り合う部屋に入ってもらう。部屋は外部から音も光も遮断され、電磁気的にも隔離された密室となっている。

2. 実験群ペアの場合は、片方の被験者に部屋のビデオスクリーンを通じて、一定の視覚刺激パターンを見せる。このパターン提示は1秒間で、これは3.5秒から4.5秒間隔で、72回提示する。そして同時に、この被験者の頭部 6箇所に設置した電極から、脳波を記録する。一方、隣室にいるもうひとりの被験者は、静かに待機しているだけで視覚刺激は与えられない。だが、この被験者からも脳波を同時記録する。

3. 対照群ペアの場合は、被験者たちはまったく同じ条件下に置かれるが、視覚刺激だけは与えられない。

4. どちらの場合でも、被験者たちは、お互いが隣室で何をしているのかは、まったく知らない。

#### 実験結果
実験結果は、脳波の同期発生を支持するものであった。
ワッカーマンらは、脳波の測定記録を小さな時間単位（137ミリ秒）ごとに分割した。そして、それぞれの単位内で、視覚刺激を受けなかった方の被験者の脳波に起こる「揺らぎ」の発生頻度を分析してみた。
そうしてみると面白いことが分かった。視覚刺激を受けた被験者の視覚性誘発電位が最大値をとる時間と同期して、視覚刺激を受けなかったもう一人の被験者の脳波にも、通常時の揺れを超える大きさの揺れが頻繁に起こっていた。対照群（視覚刺激を与えられなかったペア）の（受信者側の）被験者の脳波の揺れと比較して、大きな揺れが頻繁に発生していたのである。
面白いことに、この脳波の「揺らぎ」現象は、被験者ペアの「親密さ」とは、関係なく発生していたという。つまり、いわゆる「赤の他人」同士でも、脳波の伝達が起こったということである。
ワッカーマンらは次のように結論した。

（我々が直面している）この現象は方法上の欠陥で生じたとは考えにくいものであり、しかもその性質を理解するのが困難な現象である。（....）この現象を説明できる生物物理学的メカニズムは現在のところ知られていない。

#### 仮説
ワッカーマンらは上記の2003年の報告書で、現象が起きる仕組みについては、量子もつれ quantum entanglementを提唱している。

#### 報告に対する反応と、それへのコメント
ただちにオランダとポーランドの研究者（Kalitzin and Suuffczynski）から肯定的なコメントが寄せられた。
それに対してワッカーマンらは次のようにコメントした。
「われわれは、（Kalitzin, Suuffczynskiらの）コメントの建設的で思慮深い論調を歓迎する。我々がここで示したような結果は、過去、超心理学や「癒しの科学」に見られるように、ある種の異常さを売り物にし偏った視点をもつ研究者たちによって報告されてきた。そしてしばしば、経験科学の範囲を逸脱する仮説を支持するものだと解釈されてきた。このことはかえって、科学者の社会の本流に、こういった研究に対する否定的偏見を植えつけてしまう結果を生んできたようだ。だが我々は、ついに、肯定的な偏見（先入観）、否定的な偏見（先入観）をすべて捨て、データに基づく証拠だけを扱って、これらのテーマについて考える時が来たのだと信じるのである」

## ラディンによる実験（2004年）
米国カリフォルニアのノエティックサイエンス研究所のディーン・ラディン（en:Dean Radin）は、2004年に論文を発表した。

### 実験内容
ラディンは11組の成人カップルと、2組の母娘のカップルを採用した。そして各カップルに「互いにつながりを持っているという感覚」feeling of connectednessを持ち続けるように要請した。さらにそれに集中できるように、指輪や時計などの個人的な品をカップル内で交換させ、実験中ずっと握っているように指示した。
カップルは相談して、どちらが「思い」を送る側で、どちらが「思い」を受ける側になるか決めた。
その後、お互いから電磁気的に隔離された個室に一人ずつ入った。
次に、送り手が受け手に「思い」を送るスタート合図として、（ここが特筆に値することだが）送り手に対して、別室で待機している受け手のビデオ画像がライブ放映された。ライブ画像は1回あたり15秒。この画像は、17-25回、しかもランダムな間隔で提示された。つまり、送り手は、受け手の画像がモニタに映ったら、その人（受け手）の個人的な品を手に握り、その人のことを思う。受け手の側は、いつ自分のライブ画像が別室で放映されているのかは知らない。その状態で、個室において相手（送り手）のことを思い続けている。
そしてカップルの頭部に電極が設置され、脳波が同時に測定された。
対照実験として予め、被験者がいない状態で機械類だけを作動させ、システムに発生する電気的ノイズの様子を調べておいた。計器に同期的に発生するノイズは認められなかった。

### 実験結果
ビデオ画像の放映が開始されると、それを見た人物（=送り手）の脳波には、「視覚性誘発電位」の揺れが、放映開始後368ミリ秒をピークとして生じる。ここまではごく当然のことである。
この時、受け手の脳波に何が起きているかを調べると、（ここが驚くべきことであるが）こちらにも（送り手の脳波のピークから64ミリ秒遅れて）、強度は小さいものの脳が活動したことを示す揺れが確かに生じていた。また、送り手の視覚性誘発電位が強く出ている場合には、受け手の脳波にあらわれる揺れも、やはり強い傾向があった。
ラディンは、「何らかの、未知の情報的あるいはエネルギー的交換が、隔離された人々の間で存在する」という仮説を肯定せざるをえないことを示唆した。

### 仮説
ラディンは次のように述べた。
この研究で観察された脳活動の相関は、量子もつれを思い出させる。量子のもつれとは、互いに隔離された物理的な系が相関性のある行動を見せるという性質であり、これは、ふたつの系は見かけほどには隔離されていないということを示唆する。脳のような巨視的な物体であっても、ごく短時間ではあるが量子のもつれを示すことがあるのであれば（そういうことはHagan、Josephson、Pallikarei-Viras、Stappらによってすでに示唆されている）、そのもつれあった脳が、この実験で観察されたような相関活動を示したとしても、不思議ではない。

## テレパシーに対する態度
2001年にギャラップ社が米国で調査を行ったところ、アメリカ合衆国の36%の人々がテレパシーの存在を信じている、26%の人々が態度を決めかねる、35%の人々が信じない、との結果が出た。